# バイドゥ (企業)
バイドゥ株式会社（Baidu Japan Inc.）は、中国検索エンジンの最大手である百度の日本法人。
日本語版の検索エンジンサービス「baidu.jp」を提供していたが、2015年3月にサービスを終了した。

## 概要
2006年12月に、日本法人・百度株式会社として設立され、翌年2007年3月には検索サービスベータ版を、2008年1月23日には本格サービスの提供を開始した。また、Baidu.com（中国語版）への広告出稿をサポートする事業を行う動きがある。2009年3月10日、日本人に親しみやすいように、百度株式会社からバイドゥ株式会社に商号を変更（読み方は同じ）。
運用開始当時はアダルトコンテンツなどのフィルタリング機能がなかったため、モザイクなし状態の画像が大量に表示されてしまった。これは、もともと中国国内では金盾でわいせつなコンテンツを規制しているため、そのような配慮機能を考慮していなかったためである（後に対応済）。
2013年12月、日本語入力ソフトのBaidu IMEが入力文字情報を利用者に無断で百度自社のサーバーに送信していることが発覚。百度日本法人はデータを自社サーバーに送信したが入力精度の向上だと説明するにとどまった。
なお、同時にSimejiについても無断送信の報道及び、セキュリティー企業のネットエージェントからの発表が出た。これに対して、バイドゥ側からは規約に同意したユーザのみと説明。しかし、後日、不具合「ログ送信をオフに設定していても送付される」が実際に見つかった為、結果的に当初の報道とエージェントの発表の方が正しかった事になる。同不具合は、Simeji 6.6.2で修正されたとの事。
日本語版の検索機能については2015年3月にサービスが終了した。

## テレビ番組
- 日経スペシャル カンブリア宮殿 200回スペシャル第2弾 日本は生き残れるのか？（2010年6月7日、テレビ東京）[8]